# DREAMY-LOGUE
『DREAMY-LOGUE』（ドリーミー・ローグ）は、日本の声優ユニットであるDIALOGUE+の1枚目のミニアルバム。2020年4月8日にポニーキャニオンから発売された。

## 概要
本作の作曲は全てUNISON SQUARE GARDENの田淵智也が行っており、音楽プロデューサーも兼ねている。
初回限定版には、「DIALOGUE＋JAM」の様子を収めたブルーレイディスクや、フルカラーブックレットが付属する。

## 収録内容
| 全作曲: 田淵智也(UNISON SQUARE GARDEN)。 |                            |                          |                                   |                                                                 |      |
| #                                        | タイトル                   | 作詞                     | 作曲・編曲                        | 編曲                                                            | 時間 |
| 1.                                       | 「大冒険をよろしく」       | 田淵智也                 | 田淵智也 ( UNISON SQUARE GARDEN ) | 堀江晶太(PENGUIN RESEARCH) 本間将人（サックス・ブラスアレンジ） | 3:55 |
| 2.                                       | 「好きだよ、好き。」       | 田淵智也                 | 田淵智也 ( UNISON SQUARE GARDEN ) | 佐藤純一(fhána)                                                 | 4:08 |
| 3.                                       | 「トーク!トーク!トーク!」  | 大胡田なつき（パスピエ） | 田淵智也 ( UNISON SQUARE GARDEN ) | 中山真斗（F.M.F）                                               | 3:10 |
| 4.                                       | 「Domestic Force!!」       | 津野米咲（赤い公園）     | 田淵智也 ( UNISON SQUARE GARDEN ) | eba（F.M.F）                                                    | 4:13 |
| 5.                                       | 「パジャマ de パーティー」 | 三森すずこ               | 田淵智也 ( UNISON SQUARE GARDEN ) | 園田健太郎                                                      | 3:52 |
| 6.                                       | 「ぼくらは素敵だ」         | 田淵智也                 | 田淵智也 ( UNISON SQUARE GARDEN ) | 広川恵一（MONACA）                                              | 4:08 |
| 合計時間:                                | 合計時間:                  | 合計時間:                | 合計時間:                         | 23:26                                                           |      |

| #   | タイトル                                                            | 作詞 | 作曲・編曲 |
| --- | ------------------------------------------------------------------- | ---- | ---------- |
| 1.  | 「大冒険をよろしく」(MUSIC VIDEO)                                   |      |            |
| 2.  | 「好きだよ、好き。」(MUSIC VIDEO)                                   |      |            |
| 3.  | 「ダイアローグ+インビテーション!」(MUSIC VIDEO)                     |      |            |
| 4.  | 「大冒険をよろしく」(オフショット)                                  |      |            |
| 5.  | 「ダイアローグ+インビテーション!」(DIALOGUE＋JAM Live Digest Movie) |      |            |
| 6.  | 「星屑のカーテン」(DIALOGUE＋JAM Live Digest Movie)                 |      |            |
| 7.  | 「JUSTITIA」(DIALOGUE＋JAM Live Digest Movie)                       |      |            |
| 8.  | 「ギミー!レボリューション」(DIALOGUE＋JAM Live Digest Movie)        |      |            |
| 9.  | 「スパッと!スパイ&スパイス」(DIALOGUE＋JAM Live Digest Movie)       |      |            |
| 10. | 「GO! GO! MANIAC」(DIALOGUE＋JAM Live Digest Movie)                 |      |            |
| 11. | 「好きだよ、好き。」(DIALOGUE＋JAM Live Digest Movie)               |      |            |
| 12. | 「はじめてのかくめい!」(DIALOGUE＋JAM Live Digest Movie)            |      |            |

## 参加ミュージシャン
| 大冒険をよろしく - ギター：堀崎翔 - ベース・ボーカルディレクション：田淵智也 - ドラムス：裕木レオン - ピアノ：伊賀拓郎 - トランペット：ルイス バジェ - トロンボーン：榎本裕介 - プログラミング：堀江晶太 好きだよ、好き - ギター：松江潤 - ベース：須藤優 - ドラム：河村吉宏 - ピアノ：伊賀拓郎 - ストリングス：真部裕ストリングス - プログラミング：佐藤純一（fhána） - ボーカルディレクション：田淵智也 トーク！トーク！トーク！ - ベース：工藤嶺（F.M.F） - ドラムス：髭白健 - ギター・その他楽器・プログラミング：中山真斗（F.M.F） - ボーカルディレクション：草野華余子 | Domestic Force!! - ベース：イガラシ（ヒトリエ） - ドラムス：裕木レオン - ギター・プログラミング：eba（F.M.F） - ボーカルディレクション：草野華余子 パジャマ de パーティー - ベース：工藤嶺（F.M.F） - ドラムス：鈴木浩之 - ピアノ：岸田勇気 - ギター・プログラミング：園田健太郎 - ボーカルディレクション：田淵智也 ぼくらは素敵だ - ギター：堀崎翔 - ベース：黒須克彦 - ドラムス：鈴木浩之 - ストリングス：室屋光一郎 - プログラミング：広川恵一 - ボーカルディレクション：田淵智也 |